# Amerila vidua
Amerila vidua är en fjärilsart som beskrevs av Pieter Cramer 1779. Amerila vidua ingår i släktet Amerila och familjen björnspinnare. Inga underarter finns listade i Catalogue of Life.

## Bildgalleri

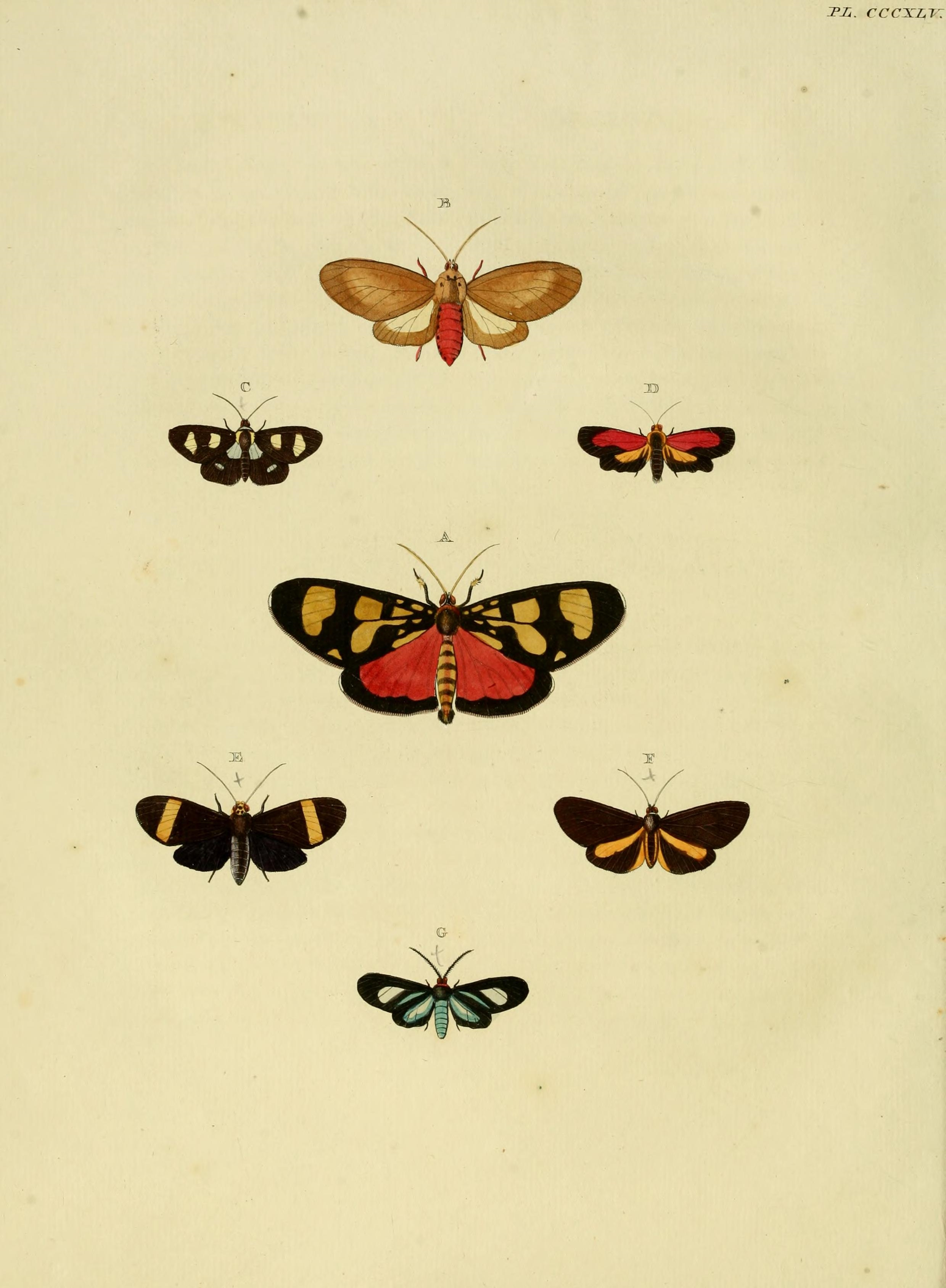